# Boyacá Chicó Fútbol Club
Maillots
Actualités
Le Boyacá Chicó Fútbol Club est un club de football de la première division colombienne basé à Tunja.

## Histoire
Les origines du club remontent à 1997, mais le club dans sa forme actuelle a été fondé en 2002 sous le nom de Deportivo Bogotá Chicó FC dans la capitale Bogotá et nommé d'après le quartier où il était basé. Après avoir été promu en première division en 2003, la direction du club a déménagé à Tunja en 2004 à l'invitation du gouvernement du Departamento de Boyacá et s'appelle depuis Boyacá Chicó Fútbol Club.
Le club a joué en première division colombienne pour la première fois en 2004.
Le plus grand succès du club à ce jour a été la participation à la Copa Libertadores 2008 et 2009 et le titre de champion à l'Apertura 2008.
En 2011, le club a atteint la finale de la Copa Colombia, mais l'a perdue face aux Millonarios.
Lors de la saison 2016, Boyacá Chicó a subi la première relégation de l'histoire du club après treize années en première division.
En 2017, le club devient champion de deuxième division et remonte directement en première division, mais il n'y restera qu'une saison. Le club fera encore un aller-retour en 2020, et revient en 2023 en première division.

## Palmarès
- Championnat de Colombie (1) 
  - Champion : 2008 A[2]
- Coupe de Colombie
  - Finaliste : 2011
- Championnat de Colombie de deuxième division
  - Champion : 2003, 2017, 2022